# یواس‌اس لپ‌وینگ (ای‌ام-۱)
یواس‌اس لپ‌وینگ (ای‌ام-۱) (به انگلیسی: USS Lapwing (AM-1)) یک کشتی بود که طول آن ۱۸۷ فوت ۱۰ اینچ (۵۷٫۲۵ متر) بود. این کشتی در سال ۱۹۱۸ ساخته شد.